# Elezioni parlamentari in Iran del 2012
Le elezioni parlamentari in Iran del 2012 si tennero il 2 marzo  e il 4 maggio per il rinnovo dell'Assemblea consultiva islamica.
Il Consiglio dei Guardiani ammise solo 3.400 candidati degli oltre 5.000 presentatisi.

## Risultati
Secondo Mizan Online, l'agenzia di stampa ufficiale della magistratura iraniana, 182 seggi sono stati conquistati dai conservatori, 13 dai riformisti e 88 da indipendenti (esclusi 5 membri di minoranze religiose e 2 seggi vacanti).
| Lista | Lista | Seggi in comune | Seggi in comune | Seggi in comune | Seggi in comune | Seggi in comune | Seggi in comune | Seggi in comune | Seggi in comune | Seggi in comune | Seggi in comune | Seggi totali | Seggi totali |
| ----- | ----- | --------------- | --------------- | --------------- | --------------- | --------------- | --------------- | --------------- | --------------- | --------------- | --------------- | ------------ | ------------ |
| Lista | Lista |                 | FUP             |                 | FSRI            |                 | FRII            |                 | FR              |                 | VP              | Seggi totali | Seggi totali |
|       | FUP   | 36              | 36              | 52              | 52              | 28              | 28              | 2               | 2               | 2               | 2               | 133          |              |
|       | FSRI  | 52              | 52              | 18              | 18              | 13              | 13              | N.D.            | N.D.            | N.D.            | N.D.            | 83           |              |
|       | FRII  | 28              | 28              | 13              | 13              | 18              | 18              | 9               | 9               | 2               | 2               | 70           |              |
|       | FR    | 2               | 2               | N.D.            | N.D.            | 9               | 9               | 13              | 13              | 1               | 1               | 25           |              |
|       | VP    | 2               | 2               | N.D.            | N.D.            | 2               | 2               | 1               | 1               | 1               | 1               | 4            |              |